# Dactylactis
Genre
Dactylactis est un genre de cnidaires anthozoaires de la famille des Arachnactidae.

## Liste des espèces
Selon World Register of Marine Species (9 janvier 2023) :
- Dactylactis armata Van Beneden, 1897
- Dactylactis benedeni Gravier, 1904
- Dactylactis digitata Van Beneden, 1897
- Dactylactis malayensis McMurrich, 1910
- Dactylactis marri Leloup, 1964
- Dactylactis viridis Verrill, 1898

## Systématique
Le nom valide complet (avec auteur) de ce taxon est Dactylactis Van Beneden, 1897.